# Serik Eleuov
Serik Samatovič Eleuov (in kazako Серик Саматович Елеуов?; 15 dicembre 1980) è un pugile kazako.

## Palmarès

### Olimpiadi
- 1 medaglia:
  - 1 bronzo (Atene 2004 nei pesi leggeri)